# جغرافیای لائوس
جغرافیای لائوس (انگلیسی: Geography of Laos)

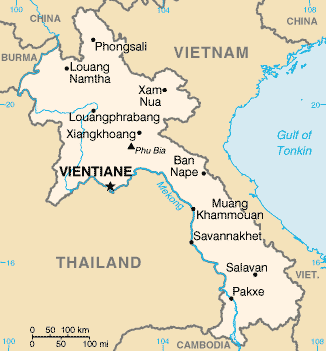

لائوس کشوری است محصور در خشکی در شرق قاره آسیا که ۲۳۶٬۸۰۰ کیلومتر مربع مساحت دارد و جمعیت این کشور در سال سرشماری ۲۰۱۲ میلادی ۶٫۵ میلیون نفر برآورد شد.
زبان رسمی کشور لائوس لائو و واحد پول آن کیپ می باشد. 
شهرهای مهم لائوس به جز پایتخت وینتیان، ساوان‌ناکت، لوآنگ پرابانگ و پاکسه هستند.
لائوس در مختصات جغرافیایی ۱۸ درجه شمالی و ۱۰۵ درجه شرقی قرار گرفته و به آب‌های آزاد راه ندارد. 
لائوس از سوی شمال غربی با میانمار و جمهوری خلق چین، از سوی شرق با ویتنام، از جنوب با کامبوج و از سوی غرب با تایلند هم‌مرز است.

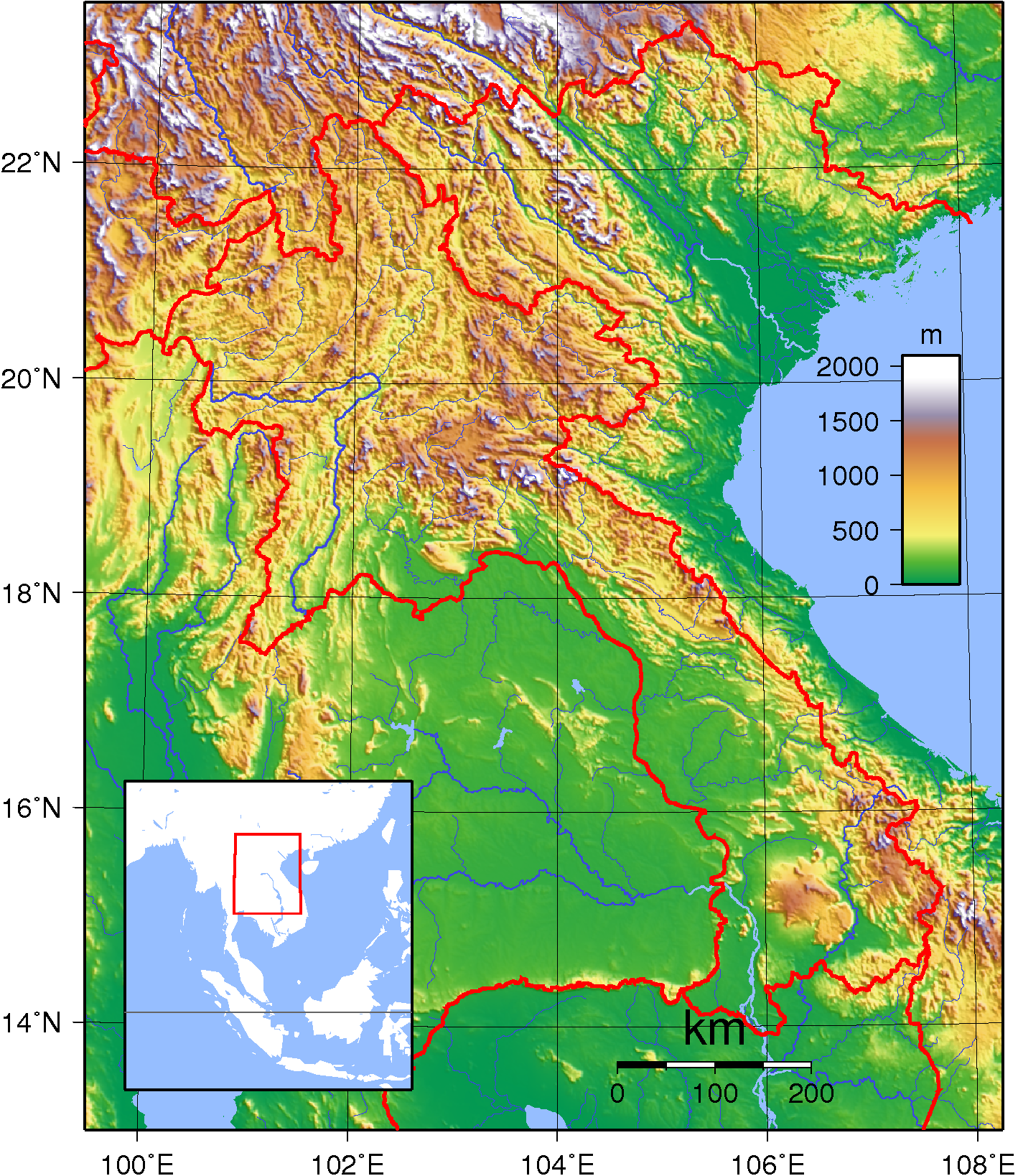

لائوس به غیر از دشت خمره‌ها در شمال و درهٔ مِکونگ و فلات‌های کم‌ارتفاع در جنوب، غالباً کوهستانی است. 
رود مهم آن مکونگ به‌طول ۴۸۳ کیلومتر و بلندترین نقطه آن فو بیا، با ۲۸۲۰ متر ارتفاع است.
شمال کشور لائوس کوهستانی است و جنگل‌های انبوه شمال و شرق آنرا فروپوشانیده. 
بیشتر از ۸۰ درصد کشور را جنگل دربرگرفته و لائوس دارای حدود ۱۳ میلیون هکتار جنگل است. 
زمین‌های بلند آن بیشتر در دره‌های رود مکونگ و شاخابه‌هایش قرار دارد.
این کشور با باران‌های سنگین موسمی دارای آب و هوایی استوایی و گرمسیری است. لائوس باد و باران‌های موسمی دارد و دارای باران‌های خیلی سنگین از مه تا اکتبر است. 
وین‌تیان در ژانویه ۲۱٫۱ و در ژوئیه ۲۷٫۲ درجه سانتی‌گراد حرارت و سالانه ۱۷۱۵ میلی‌متر باران دارد.